# Azotan metylu
Azotan metylu (myrol), CH3ONO2 – organiczny związek chemiczny z grupy nitroestrów, pochodna metanolu. Stosowany jako kruszący materiał wybuchowy.
Jest bezbarwną, lotną (lotność porównywalna do acetonu) i bardzo ruchliwą cieczą (lepkość mniejsza niż wody) o zapachu zbliżonym do octanu metylu. Opary myrolu są skrajnie łatwopalne i silnie wybuchowe, dlatego też nie znalazł praktycznego zastosowania. Wdychanie par myrolu oraz kontakt cieczy ze skórą powoduje szybki spadek ciśnienia krwi oraz dotkliwy ból głowy, szybko przemijający po ustaniu narażenia. Związek otrzymuje się poprzez estryfikację alkoholu metylowego kwasem azotowym.